# Castello di Gazzola
Il castello di Gazzola è una fortificazione situata nel comune italiano di Gazzola in provincia di Piacenza. Il castello si trova all'estremità meridionale della pianura Padana, ai piedi dei primi rilievi collinari della val Luretta.

## Storia
L'esistenza del castello è testimoniata per la prima volta in un documento del 1372 in cui viene citato come di proprietà di Bartolomeo Dolzani; nello stesso anno l'edificio venne conquistato da parte dell'esercito pontificio, posto sotto il comando del nobile condottiero Dondazio Malvicini. Nel secolo successivo passò sotto il possesso della famiglia Anguissola.
Tra il XV e il XIX secolo fu di proprietà della nobile famiglia dei Bonelli che ne mantenne il possesso fino all'estinzione del ramo famigliare. Nella seconda metà del XIX secolo la proprietà fu divisa e una porzione del castello entrò nelle disponibilità della famiglia Mascaretti che lo adibì a propria dimora nel periodo compreso tra il 1850 e il 1870. Successivamente, il castello venne acquistato da parte dell'amministrazione comunale di Gazzola. A seguito di ciò, dal 1880 ospita la sede del municipio.
Nel 1978 il castello venne sottoposto a restauro, coordinato dalla soprintendenza ai monumenti della regione Emilia-Romagna, che interessò sia gli interni che gli esterni.
L'edificio subì una serie di interventi di restauro terminati nel 2020, al termine dei quali iniziò a ospitare una caserma dei carabinieri forestali e la sede di alcune associazioni locali.

## Struttura
Il castello conserva l'originaria pianta di forma rettangolare con due basse torri a base quadrata, disposte obliquamente sul lato opposto rispetto all'ingresso. Quest'ultimo, posto sul lato orientale presenta un portico e un loggiato che danno sul cortile interno dove si trova un pozzo barometrico.
L'interno è stato molto rimaneggiato in epoca barocca, intervento a cui si devono le ringhiere in ferro battuto presenti sui balconi, le conchiglie ornamentali realizzate in pietra e la doppia scala in granito che permette l'accesso ai piani superiori. Nel salone principale dell'edificio è presente un camino al di sopra del quale si trova una decorazione rappresentante lo stemma araldico della famiglia Bonelli. Oltre agli interni, anche la facciata che dà verso il cortile ha subito rifacimenti negli anni, a causa della necessità di adattare l'edificio alle diverse esigenze dei proprietari che si susseguirono.
A seguito dei lavori di restauro effettuati nel 1978 vennero riportate alla luce degli archi che erano stati murati precedentemente e alcuni soffitti a cassettoni, mentre le murature esterne furono reintonacate.